# Uropelia campestris
Uropelia campestris là một loài chim trong họ Columbidae.